# Giuseppe Scozzari
Giuseppe Scozzari (Casteltermini, 24 ottobre 1964) è un politico e avvocato italiano.
È laureato in giurisprudenza e svolge la professione di avvocato e ha frequentato la scuola di formazione per magistrati di Palermo; avvocato di parte civile in numerosi processi, ha assistito anche i commercianti vittime di mafia, nei processi svoltisi a Gela ed a Caltanissetta denominati “Bronx 1” e “Bronx 2”. 
Consulente degli operai dell'Italkali durante la vertenza che li ha visti contrapposti alla Regione (socio di maggioranza) e al socio privato. 
Non è l'unico in famiglia ad avere passione per la politica, anche il fratello Daniele è consigliere comunale a Casteltermini.

## Biografia
Negli anni accademici 1988/89 e 1989/90 ha frequentato la Scuola di formazione per il concorso in magistratura con sede in Palermo presso l'Istituto “Gonzaga” Diritto Civile, diritto Penale e diritto Amministrativo.
Negli anni che vanno dal 1991 al 1994 è stato consulente dei Sindaci dei Comuni di Casteltermini, Ravanusa, Aragona e Racalmuto.
Da marzo del 1994 a maggio del 1996 Scozzari è Consigliere comunale di Agrigento e Capogruppo Consiliare. Appena trentenne è eletto per la prima volta deputato nel 1994, nelle liste de La Rete di Leoluca Orlando, alla quale aderisce sin dalla sua costituzione. Nel 1994 viene eletto segretario Regionale del Movimento.
Confermato deputato anche nella XIII Legislatura, è componente della commissione sull'ambiente e della commissione parlamentare antimafia. Relatore estensore di molte relazioni poi vagliate dal Parlamento ed in particolare della relazione sull'organico dei magistrati.
Nel 2001, non rieletto alla Camera dei deputati, lascia il PPI e passa all'Udeur di Clemente Mastella, che lo nomina Presidente regionale del partito in Sicilia. 
Dal 2002 Istituto per la Previdenza del Settore Marittimo (I.P.SE.MA.) consulente giuridico, nonché legale dell'Istituto per moltissimi cause pendenti presso molteplici Tribunali siciliani.
Dal 2003 Università degli Studi di Palermo. Tutor del biennio del corso di Procedura Penale della Scuola di Specializzazione delle Professioni Legali “G. Scaduto”. Collabora con il Prof. Antonio Scaglione Docente Ordinario di Procedura Penale dell'Università degli Studi di Palermo, corso di Procedura Penale. 
Dal 2004 Università degli Studi di Palermo Docente a contratto Corso di Procedura Penale. 
Dal marzo del 2005 a gennaio 2006, Scozzari è assessore provinciale di Caltanissetta all'Educazione - Trasparenza - Legalità nella giunta Collura.
Da luglio 2007 è Componente del Comitato di Presidenza del COmitato REgionale per le COMunicazioni Co.Re.Com. AGCOM - SICILIA della Regione Siciliana. Coordinatore dell'Osservatorio Permanente Distrettuale Per la Giustizia Penale del Distretto della Corte d'appello di Palermo.
Nel 2010 diviene componente del Consiglio di Amministrazione di "Girgenti Acque". 